# 真·女神转生V
《真·女神轉生V》是Atlus出品的一款角色扮演游戏，2021年11月11日在任天堂Switch平台推出。本作采用虚幻引擎4开发。
完整版《真·女神转生V Vengeance》于2024年6月14日在任天堂Switch、Microsoft Windows、PlayStation 5、PlayStation 4、Xbox Series X/S、Xbox One平台发售，支持简繁中文，为系列首次全平台发售，正统作品首次登陆PC、Xbox平台。

## 系统
作为系列的最新作，对系统在诸多层面和细节上进行了改善，并且加入了一些全新的要素。
战斗
追擊回合戰鬥（Press Turn Battle）
从《真·女神转生III－Nocturne》开始加入的指令式战斗系统。通过打击敌方的弱点属性来增加本方的行动次数，从而建立优势。相对的，敌人攻击到己方的弱点属性也会同样增加行动次数，使玩家陷入不利的境地。

## 剧情
於開始遊戲時主人公會被要求選擇是否牽起一名少女的手，從而決定遊戲進入「創世女神篇」還是「復仇女神篇」。

### 創世女神篇
主人公決定不牽起一名少女的手。
主人公是位于东京的寄宿制学校绳印学园的高中三年级在读学生，与同学们每天都在校园中过着风平浪静的日子。某一天，主人公与朋友们一起走在放学回宿舍的必经之路品川站的站内通道中，却因为发生了杀人事件，通道被禁止通行。主人公为了前往寻找没有说明原因就跑出车站的朋友敦田结弦而来到了附近的行人隧道，却遭遇了隧道的突然坍塌。以此为契机，主人公意外闯入了一个被称为「达识」的异世界。達識是在天使和恶魔之间的决战中被毀滅的另一個東京，如今已化為沙漠，被恶魔盘踞。当他在達識前行时，很快就遭到恶魔襲擊。危難之間，名為「青神」的神秘存在向他伸出了援手。他们融合成為一种既非人类也非恶魔的禁忌的存在——創毘，并以此新获得的力量来对抗恶魔。
主人公在達識中徘徊，並与名為八云翔平的神祕男子和與他同行的恶魔女媧发生了冲突。其後，主人公藉由傳送設施将他和朋友送回东京。回到原本的東京後，他得知敦田结弦和同学矶野上多绪实际上是秘密国际组织「伯特利」日本分部的成員。伯特利致力於讓人類遠離天使和恶魔之间的战争。同学太宰一郎自愿加入伯特利，而主人公则因其獲得的創毘之力而被招入伯特利。
兩天後，来自達識的恶魔入侵了主人公的高中，绑架了几位学生。主人公和他的朋友们前去達識营救同學，期间，太宰一郎內心的自卑使得他逐漸對統領伯特利總部的天使亞必迭產生了依賴。惡魔的指揮者拉赫姆的目的是寻找並引誘可以与之融合為創毘的人类。主人公救出了大部分被绑架的学生，但多緒為了消滅拉赫姆牺牲了自己。事后，伯特利日本分部的代表越水骏不顧亞必迭的命令，委託主人公和他的朋友们前去達識加入伯特利總部对恶魔的围攻。主人公歷經艱險成功進入魔王城，消滅了混沌恶魔的领袖亞略。
眾人隨後發現造物主的創毘禁令已經消失，於是明白造物主已经死去，必须由一位創毘繼承他的王座。随着作為共同的敌人的混沌恶魔的潰散，伯特利也分崩離析，各个分部都希望将造物主的王座据为己有。越水骏表明了他的真实身份——天神的領袖月讀，他希望将世界恢复到旧时多位神明的统治之下；敦田结弦成為了其協力者。太宰一郎说服了亞必迭与他一起恢复造物主的意志，而八雲翔平和女娲则宣布他们打算彻底破壞造物主的王座，让人类自己掌握命运。在转生為女神的矶野上多緒的帮助下，主人公前往萬古神殿，并可以選擇支持三个派别中的任何一方。在所有結局中，王座的其他候选人都会被主人公杀死。除非选择破壞王座，主人公會在最后一战中面對殺死了造物主的路西法。打败他后，主人公可以按照他认为合适的方式創造世界。
- 如果主人公选择维护造物主的秩序，就会牺牲人类的自由和自决权，创造一个和平与和谐的世界。
- 如果主人公选择恢复旧神，就会创造一个自由和多元的世界，但也充滿了纷争。
- 如果主人公选择破壞王座，那么人类和惡魔的冲突就会继续，但人类最終會取得胜利。
- 此外，如果主人公完成了某幾個支线任务，并且選擇站在八雲翔平一方，他可以接受女娲的另一个提议，创造一个只有人類的世界。在这个世界，包括青神在內的所有恶魔和神都會消失，主人公的朋友們回歸了正常的生活，主人公則在暗中监督他创造的新世界。

### 復仇女神篇
主人公決定牽起一名少女的手。

本作故事與《真·女神轉生III－Nocturne》的阿瑪拉深界結局有所關聯，可通過DLC「人修羅與九名魔人」挑戰前代主角人修羅。

## 登场角色

### 主要角色
創毘(名字由玩家自定)
配音：柳晃平（日本）
本遊戲的主角，玩家控制的角色。
磯野上多緒
配音：早見沙織（日本）
本遊戲的女主角，到達台東區後會成為可使用仲魔。於結局引導主角成為新世界的神。復仇女神篇的Law Hero。
太宰一郎
配音：谷山紀章（日本）
創世女神篇的Law Hero。
敦田結弦
配音：石川界人（日本）
創世女神篇的Chaos Hero。
八雲翔平
配音：杉田智和（日本）
創世女神篇的Neutral Hero。
越水駿/ 月讀
配音：津田健次郎（日本）
伯特利日本分部負責人，日本內閣總理大臣。原本形態為月讀，在創世女神篇中於Chaos Ending以外路線成為敵人。
亞必迭
配音：朴璐美（日本）
伯特利的大天使。在創世女神篇中於Law Ending以外路線成為敵人。
女媧
配音：竹達彩奈（日本）
八雲翔平隨從。在創世女神篇中於Neutral Ending及True Ending以外路線成為敵人。
寻峰洋子
配音：斎藤千和（日本）
《真·女神轉生V Vengeance》新角色，於開始遊戲時創毘會被要求選擇是否牽起這名少女的手，從而決定遊戲進入「創世女神篇」還是「復仇女神篇」。復仇女神篇的Chaos Hero。

### 次要角色
天逆美
配音：大空直美（日本）
主人公在達識救下的和服女性惡魔，后作為嚮導跟隨主人公一同行動。
人修羅
配音：榎木淳弥（日本）
《真·女神轉生III－Nocturne》主角，可通過DLC「人修羅與九名魔人」對其發起挑戰。

### 其他角色
冰霜傑克
《女神轉生》全系列及Atlus公司吉祥物，本作仍作為可使用仲魔登場。

## 发行
本作于2017年1月13日的“任天堂Switch2017发表会”上首次公开了未公布标题的先导影像，同年10月23日正式发表了作品标题。
在2020年7月20日的“任天堂直面会mini游戏阵容”中公布预定将于2021年全球同步发售的消息。
在2021年6月16日的“任天堂直面会E3 2021”中公布了本作预定于2021年11月11日发售的消息。
2024年2月21日，在“任天堂直面会”第三方特别节目中公开了本作完整版《真·女神转生V Vengeance》预定于同年6月21日公布的消息，并于消息公开一个月后宣布发售日提前至6月14日。

## 反响
| 汇总媒体   | 得分   |
| ---------- | ------ |
| Metacritic | 84/100 |

| 媒体            | 得分    |
| --------------- | ------- |
| Destructoid     | 9/10    |
| 电子游戏月刊    | [ 10 ]  |
| Game Informer   | 8.25/10 |
| Game Revolution | [ 12 ]  |
| GameSpot        | 8/10    |
| HardcoreGamer   | 4/5     |
| IGN             | 8/10    |
| Nintendo Life   | 9/10    |
| 任天堂世界报道  | 9/10    |
| Shacknews       | 8/10    |
| VG247           | 3/5     |
| Fami通          | 36/40   |

### 销量
官方於2022年4月宣佈在2021年11月11日在任天堂Switch上發售的《真·女神轉生V》，在全球各地的銷售數量累積突破100萬份。